# Jorge Ramírez Ocampo
Jorge Ramírez Ocampo () fue un religioso jesuita, educador, funcionario, diplomático, académico y economista colombiano, miembro del Partido Conservador Colombiano.
Ramírez ocupó el ministerio de Desarrollo Económico de Colombia durante la presidencia de Alfonso López Michelsen, de 1974 a 1976. Durante su administración, Ramírez suprimió la Superintendencia de Producción, Precios y Salarios, sentó las bases para la primera apertura económica, decretó una emergencia económica y fue llevado ante la comisión de acusaciones del congreso colombiano, donde salió bien librado.
En los años 90 lideró Analdex, por petición del presidente Virgilio Barco, y colaboró estrechamente con el presidente César Gaviria para la consolidación del proyecto de la apertura económica.

## Obras
- El comercio internacional y la cultura
- 83 años de política cafetera internacional y la participación de Colombia en este proceso
- Colombia y la integración americana
- Economía internacional, julio 1985
- El TLC con Estados Unidos: las luces. Colombia sí podrá